# Torrent de la Cucalera
El torrent de la Cucalera, de vegades també denominat torrent del Rossinyol, és un torrent que discorre pel terme municipal de Monistrol de Calders, al Moianès.
Es forma al vessant sud del Turó de Lligabosses, a ponent del Coll de Lligabosses, ran del Camí de Mussarra al Coll de Lligabosses, on comença una ampla giragonsa que comença emprenent cap al sud-est, i va girant fins que agafa la direcció nord. Travessa la carretera B-124 just als inicis del seu curs, i ja segueix sempre més aquesta carretera pel seu costat de llevant, fent molts retombs a causa del terreny que travessa, emmarcat a ponent pel Serrat de Mussarra i a llevant pels contraforts del Puig del Rossinyol.
Ressegueix de sud a nord les Costes de Mussarra pel seu vessant de llevant, deixant el Bosc del Rossinyol a la dreta. Va baixant tota la vall molt encaixat per les muntanyes esmentades, amb només un parell d'eixamplaments, com el Pla de la Bena, fins que troba el torrent de l'Om al lloc de les Cabres Encantades, just a l'extrem meridional de la Urbanització Masia del Solà.